# Philip Van Zandt
Pour les articles homonymes, voir Van Zandt.
Philip Pinheiro (né le 4 octobre 1904 à Amsterdam et mort le 15 février 1958 à Los Angeles) est un acteur américano-néerlandais, connu sous le nom de scène de Philip Van Zandt (parfois crédité Phil Van Zandt).

## Biographie
Philip Van Zandt entame sa carrière d'acteur dans son pays natal en 1927, puis s'installe définitivement aux États-Unis vers 1930. Ainsi, il joue au théâtre à Broadway (New York) dans dix pièces à partir de 1931 ; la dernière, représentée en 1937-1938, est Having Wonderful Time d'Arthur Kober (avec Sheldon Leonard et Cornel Wilde).
Au cinéma, comme second rôle ou dans des petits rôles non crédités, il contribue à cent-quatre-vingt-quinze films américains sortis entre 1939 et 1958 (année où il se suicide, à 53 ans).
Parmi ses films notables, mentionnons Citizen Kane d'Orson Welles (1941, avec le réalisateur et Joseph Cotten), Une femme joue son bonheur de Michael Gordon (1949, avec Barbara Stanwyck et Robert Preston), Fini de rire de John Farrow et Richard Fleischer (1951, avec Robert Mitchum et Jane Russell), ou encore Orgueil et Passion de Stanley Kramer (1957, avec Cary Grant, Frank Sinatra et Sophia Loren).
Pour la télévision américaine, il apparaît de 1950 à 1958 dans cinquante-deux séries, dont Les Aventures de Superman (trois épisodes, 1953-1955), Rintintin (un épisode, 1956) et Les Aventuriers du Far West (un épisode, 1957).

## Théâtre à Broadway (intégrale)
- 1931 : A Regular Guy de Patrick Kearney : Herb Brown
- 1932 : I Loved You Wednesday de Molly Ricardel et William Du Bois[2] : Fritz
- 1933 : Shooting Star de Noel Pierce et Bernard C. Schoenfeld : Ed Fleischer
- 1934 : A Hat, a Coat, a Glove de William A. Drake et Wilhelm Speyer : John Walters
- 1934 : The Night Remembers de Martha Madison : le chauffeur de taxi
- 1935 : The Hook-Up de Jack Lait et Stephen Gross : Bloomberg
- 1935 : Good Men and True de Brian Marlow et Frank S. Merlin : Ed
- 1935 : Whatever Goes Up de Milton Lazarus : le second flâneur
- 1936 : In the Bag de Don Carle Gillette : Sam Budwesky
- 1937-1938 : Having Wonderful Time d'Arthur Kober, mise en scène de Marc Connelly : Itchy Flexner

## Filmographie partielle

### Cinéma
- 1940 : The Lady in Question de Charles Vidor : le deuxième greffier du tribunal
- 1941 : The Night of January 16th de William Clemens
- 1941 : Citizen Kane d'Orson Welles : M. Rawlston
- 1941 : City of Missing Girls (en) d'Elmer Clifton : King Peterson
- 1942 : La Sentinelle du Pacifique (Wake Island) de John Farrow : Caporal Gus Goebbels
- 1943 : Laurel et Hardy chefs d'îlot (Air Raid Wardens) d'Edward Sedgwick : Herman
- 1943 : Les bourreaux meurent aussi (Hangmen Also Die!) de Fritz Lang : un officier
- 1943 : Un espion a disparu (Above Suspicion) de Richard Thorpe : Kurt
- 1943 : Le Triomphe de Tarzan (Tarzan Triumph) de Wilhelm Thiele : Capitaine Bausch
- 1943 : Un nommé Joe (A Guy Named Joe) de Victor Fleming : un major
- 1944 : La Maison de Frankenstein (House of Frankenstein) d'Erle C. Kenton : Muller
- 1944 : L'Odyssée du docteur Wassell (The Story of Dr. Wassell) de Cecil B. DeMille : un artilleur hollandais
- 1944 : L'amour est une mélodie (Shine on Harvest Moon) de David Butler : Cullen
- 1945 : Aladin et la Lampe merveilleuse (A Thousand and One Nights) d'Alfred E. Green : Grand Vizir Abu Hassan
- 1945 : Soudan (Sudan) de John Rawlins : Setna
- 1946 : Le Joyeux Barbier (Monsieur Beaucaire) de George Marshall : un garde
- 1946 : Avalanche (en) d'Irving Allen : Malone
- 1946 : Les Dés sanglants (Below the Deadline) de William Beaudine
- 1946 : La Rapace (Decoy) de Jack Bernhard
- 1946 : Gilda de Charles Vidor : un membre du cartel
- 1946 : Nuit et Jour (Night and Day) de Michael Curtiz : un librettiste
- 1947 : Californie terre promise (California) de John Farrow : M. Gunce
- 1947 : La Belle Esclave (Slave Girl) de Charles Lamont : Yusef
- 1947 : La Dame de Shanghai (The Lady from Shanghai) d'Orson Welles : un policier / un thug
- 1948 : La Grande Menace (Walk a Crooked Mile) de Gordon Douglas : Anton Radchek
- 1948 : Les Amours de Carmen (The Loves of Carmen) de Charles Vidor : un sergent
- 1948 : La Grande Horloge (The Big Clock) de John Farrow : Sidney Kislav
- 1949 : Une femme joue son bonheur (The Lady Gambles) de Michael Gordon : Chuck Benson
- 1949 : L'Ange endiablé (Red, Hot and Blue) de John Farrow : Louie, le maître d'hôtel
- 1949 : Tension de John Berry : Lieutenant Schiavone
- 1950 : La Flèche et le Flambeau (The Flame and the Arrow) de Jacques Tourneur : un noble de la cour de Hesse
- 1950 : Terre damnée (Copper Canyon) de John Farrow : Shérif Wattling
- 1950 : La Scandaleuse Ingénue (The Pretty Girl) d'Henry Levin : Señor Chamleon
- 1950 : Gare au percepteur (The Jackpot) de Walter Lang : Franklin Laswell / Flick Morgan
- 1950 : Cyrano de Bergerac de Michael Gordon : l'annonceur
- 1950 : Voyage sans retour (Where Danger Lives) de John Farrow
- 1951 : Dix de la légion (Ten Tall Men) de Willis Goldbeck : Caporal Henri
- 1951 : Fini de rire (His Kind of Woman) de John Farrow et Richard Fleischer : Jose Morro
- 1951 : Duel sous la mer (Submarine Command) de John Farrow : Gavin
- 1952 : The Pride of St. Louis d'Harmon Jones : Louis
- 1952 : La Revanche d'Ali Baba (Thief of Damascus) de Will Jason (en) : Ali Baba
- 1952 : Le Fils d'Ali Baba (Son of Ali Baba) de Kurt Neumann : Kareeb
- 1953 : Fort Alger (Fort Algiers) de Lesley Selander : un chef de tribu
- 1954 : Un grain de folie (Knock on Wood) de Melvin Frank et Norman Panama : Brutchik
- 1954 : Fille de plaisir (Playgirl) de Joseph Pevney : Lew Martel
- 1954 : Écrit dans le ciel (The High and the Mighty) de William A. Wellman : M. Wilson
- 1955 : Tant que soufflera la tempête (Untamed) d'Henry King : Schuman
- 1955 : La Main au collet (To Catch a Thief) d'Alfred Hitchcock : un employé de bijouterie
- 1957 : Rendez-vous avec une ombre (The Midnight Story) de Joseph Pevney : Vince de Paul
- 1957 : Jicop le proscrit (The Lonely Man) d'Henry Levin : Burnsey
- 1957 : L'Homme aux mille visages (Man of a Thousand Faces) de Joseph Pevney : George Loane Tucker
- 1957 : Orgueil et Passion (The Pride and the Passion) de Stanley Kramer : Vidal

### Télévision

#### Séries télévisées
- 1953-1955 : Les Aventures de Superman (Adventures of Superman)
  - Saison 1, épisode 24 Crime Wave (1953) de Thomas Carr : Nick Marone
  - Saison 2, épisode 7 Superman in Exile (1953) de Thomas Carr : Regan
  - Saison 3, épisode 13 King for a Day (1955) de George Blair : Miral
- 1956 : Rintintin (The Adventures of Rin Tin Tin)
  - Saison 2, épisode 37 Lost Treasure : Blake
- 1957 : La Flèche brisée (Broken Arrow)
  - Saison 1, épisode 16 The Trial d'Albert S. Rogell : Walters
- 1957 : Circus Boy
  - Saison 1, épisode 25 Counterfeit Clown de Lew Landers : Gerald Van Dorne
- 1957 : Les Aventuriers du Far West (Death Valley Days)
  - Saison 6, épisode 8 Rough and Reedy : Joe Sweigart